# Antonino Biffi
Pour les articles homonymes, voir Biffi.
Antonino Biffi (Venise, 1666 – Venise, 1733 ou mars 1736) est un compositeur, maître de chapelle et contreténor italien.

## Biographie
Il a vraisemblablement suivi l'enseignement de Giovanni Legrenzi. Le 6 juillet 1692, il est entré comme contreténor dans le chœur de la Cappella Marciana de la basilique Saint-Marc. Après seulement une semaine, les procureurs lui ont confié la tâche d'aider le maître de chapelle titulaire Gian Domenico Partenio. Après la mort de celui-ci qui est survenue en 1701, Biffi a présenté une demande pour obtenir le poste vacant; les autres candidats étaient: le vice-maître de chapelle Carlo Francesco Pollarolo, Antonio Lotti et Benedetto Vinaccesi, les deux derniers organistes de la Basilique. Biffi a été choisi et a été officiellement nommée le 5 février 1702. Il a occupé le poste de directeur de la chapelle jusqu'à sa mort. Il a également succédé à Partenio au poste de directeur et chef de chœur du Conservatorio dei Mendicanti. Parmi ses élèves, on trouve Giovanni Battista Ferrandini et peut-être Daniel Gottlob Treu.
Les compositions de Biffi, principalement de la musique sacrée, sont généralement influencées par l'école vénitienne, qui se caractérise par une musique particulièrement expressive et riche en couleur. Malgré tout, ces influences sont «modérées» par l'école romaine plus sobre. il a tendance à utiliser le style concertato, mettant au second plan, l'utilisation du contrepoint.

## Œuvres
Antonino Biffi n'a composé que de la musique sacrée :
- Il figliuol prodigo (oratorio, livret de R. Ciallis, 1769, Venise; perdu)
- La mamma in deserto (oratorio, 1723, Venise; perdu)
- 6 psaumes:
  - Ecce quam bonus per 2 voci
  - Et exultavit con meum per 2 voci
  - Miserere per 4 voci e violini, viole e organo
  - Natus in ludea per 3 voci e basso continuo
  - Quia laetatus per 2 voci e basso continuo
  - Repleti prius per 2 voci e organo
- Plusieurs messes et parties de messe
- Plusieurs motets
- Plusieurs cantates sacrées
- Autres psaumes
- Amante moribondo (cantate)
- Adorar beltà (cantate)
- La primavera (cantate)

## Source de la traduction
- (it) Cet article est partiellement ou en totalité issu de l’article de Wikipédia en italien intitulé « Antonio Biffi » (voir la liste des auteurs).